# 대한민국의 특정도서 (제101호 ~ 제200호)
특정도서(特定島嶼)는 대한민국에서 《독도 등 도서지역의 생태계보전에 관한 특별법》에 따라 사람이 거주하지 아니하거나 극히 제한된 지역에만 거주하는 섬으로서 자연생태계·지형·지질·자연환경이 우수한 섬을 환경부장관이 지정하여 고시한 도서이다.

## 지정 목록

### 제101호 ~ 제200호
| 지정번호 | 도서명                | 지정사유 | 면적(m2) | 소재지                                                               | 행정 구역 | 지정년도  | 지정년도 |
| -------- | --------------------- | --- | -------- | -------------------------------------------------------------------- | --------- | --------- | -------- |
| 101      | 호감섬                | - 해식애, 해식노치, 시스택 형성 - 관목층에 자금우 다수 서식 - 해송 생육상태 양호 - 멸종위기생물인 구렁이 서식 | 19,934   | 전남 신안군 증도면 방축리 산332                                      | 전남      | '02.08.08 | 3차      |
| 102      | 갈매섬                | - 해안사구 발달 - 멸종위기생물 검은머리물떼새 및 흰물떼새, 쇠제비갈매기 등 서식 - 자란, 산제비란 서식 | 31,200   | 전남 신안군 증도면 대초리 산 256 및 지번미부여                       | 전남      | '02.08.08 | 3차      |
| 103      | 밖다리섬              | - 파식대, 해식노치, 타포니, 해안사구형성 - 관목층 자금우 서식 - 모새나무, 순비기나무 서식 | 61,091   | 전남 신안군 지도읍 당촌리 산277-1                                    | 전남      | '02.08.08 | 3차      |
| 104      | 법고섬                | - 해송이 잘 발달 - 주빙하 퇴적층 형성 - 수리부엉이, 쇠부엉이 서식 - 산골무꽃 호자덩굴, 구와취, 죽대 서식 | 82,711   | 전남 신안군 지도읍 감정리 산585, 산586                               | 전남      | '02.08.08 | 3차      |
| 105      | 보농도                | - 풍화지형, 해식동, 해식애, 해식터널 발달 - 소사나무 등 식생양호 | 43,434   | 전북 군산시 옥도면 말도리 149                                        | 전북      | '02.08.08 | 3차      |
| 106      | 소횡경도              | - 해식애, 해식동, 풍화지형 발달 - 소사나무군락 식생 양호 | 189,917  | 전북 군산시 옥도면 말도리 산140                                      | 전북      | '02.08.08 | 3차      |
| 107      | 횡경도                | - 타포니, 해식애, 해식동, 기암괴석 발달 | 644,726  | 전북 군산시 옥도면 말도리 산142-1                                    | 전북      | '02.08.08 | 3차      |
| 108      | 내조도                | - 해식노치, 타포니 발달 - 마편초, 초종용 서식 - 검은큰따개비 높은밀도 서식 | 16,352   | 전북 부안군 위도면 대리 산110                                        | 전북      | '02.08.08 | 3차      |
| 109      | 달루도                | - 해식애, 시스택, 파식대, 타포니, 해식노치 발달 - 희귀식물인 실거리나무 서식 | 21,322   | 전북 부안군 위도면 진리 산272                                        | 전북      | '02.08.08 | 3차      |
| 110      | 대형제도              | - 해안선 복잡, 기암괴석 많음 - 동백나무, 예덕나무군락 우수 | 20,355   | 전북 부안군 위도면 치도리 산232                                      | 전북      | '02.08.08 | 3차      |
| 111      | 딴정금도              | - 해식애, 타포니, 해식동 발달 - 해양무척추동물 다양성 풍부 | 6,545    | 전북 부안군 위도면 정금리 산1                                        | 전북      | '02.08.08 | 3차      |
| 112      | 외치도 (큰딴치도)     | - 파식대, 타포니, 풍화호 발달 - 소나무군락 등 식생양호 - 감탕나무, 닭의난초 등 서식 - 자연경관 우수 | 87,868   | 전북 부안군 위도면 치도리 산220                                      | 전북      | '02.08.08 | 3차      |
| 113      | 소병대도 (누렁섬)     | - 해식애, 타포니, 시스택, 해식동 발달 - 원추형의 수려한 갯바위섬, 자연경관 우수 - 후박나무, 동백나무군락 우수 | 12,397   | 경남 거제시 남부면 다포리 산46                                       | 경남      | '02.08.08 | 3차      |
| 114      | 대병대도 (중삼섬)     | - 원추형의 수려한 자연경관 - 후박나무, 동백나무군락 식생 우수 - 해양무척추동물 다양성 풍부 - 시스택 발달 | 6,331    | 경남 거제시 남부면 다포리 산49                                       | 경남      | '02.08.08 | 3차      |
| 115      | 소다포도              | - 원추형의 갯바위섬으로 자연경관 수려 - 후박나무, 동백나무군락 식생 우수 - 해양무척추동물 다양성 풍부 - 시스택 발달 | 8,430    | 경남 거제시 남부면 다포리 산22                                       | 경남      | '02.08.08 | 3차      |
| 116      | 송도                  | - 해식애 발달 - 조간대와 조하대의 자연성 우수 - 곰솔, 동백나무군락 우수 | 8,331    | 경남 거제시 남부면 갈곶리 산41                                       | 경남      | '02.08.08 | 3차      |
| 117      | 갈도 (갈곳도)         | - 갯바위섬으로 자연경관 우수 - 메밀, 잣, 밤나무, 동백나무군락 우수 - 조간대 및 수중환경의 자연성 우수 - 해식애, 시스택, 해식동 발달 | 121,488  | 경남 거제시 남부면 갈곶리 산1                                        | 경남      | '02.08.08 | 3차      |
| 118      | 솔섬 (악도)           | - 파식대, 해식애, 타포니 발달 - 병아리난초군락 서식 | 1,091    | 경남 사천시 신수동 산56                                              | 경남      | '02.08.08 | 3차      |
| 119      | 학섬 (학도)           | - 해식애, 파식대 분포 - 소나무, 후박나무군락 식생양호 - 자연경관 우수 | 8,231    | 경남 사천시 늑도동 산9                                               | 경남      | '02.08.08 | 3차      |
| 120      | 우무섬 (우무도)       | - 파식대와 해식애의 파식지형 - 자연경관 우수 - 소나무군락 식생양호 | 13,587   | 경남 사천시 서포면 내구리 산86                                       | 경남      | '02.08.08 | 3차      |
| 121      | 향기도                | - 자연경관 우수 - 모감주나무군락 우수 - 해양무척추동물상 풍부 - 파식대, 해식애, 사력해안 분포 | 20,231   | 경남 사천시 서포면 비토리 산48                                       | 경남      | '02.08.08 | 3차      |
| 122      | 흑어도                | - 멸종위기생물 검은머리물떼새 서식 - 곰솔, 피나무 식생 우수 - 희귀종인 높은등옆길게 서식 | 74,886   | 충남 서산시 대산읍 대죽리 산98, 산98-1                               | 충남      | '02.08.08 | 3차      |
| 123      | 옥도                  | - 곰솔, 소나무군락식생양호 - 시스택, 타포니, 해식동 발달 - 자연경관 우수 | 23,405   | 충남 서산시 대산읍 오지리 산199                                      | 충남      | '02.08.08 | 3차      |
| 124      | 묘도                  | - 50년이상 된 소나무군락 분포 - 해양무척추동물 생물다양성 풍부 | 15,237   | 충남 서산시 부석면 창리 산64                                         | 충남      | '02.08.08 | 3차      |
| 125      | 북격렬비도            | - 멸종위기야생생물인 매 번식 - 주상절리, 해식동, 시스택 등 발달 - 보전가치가 높은 상록수림 분포 - 검은따개비 집단서식 | 31,736   | 충남 태안군 근흥면 가의도리 산27                                     | 충남      | '02.08.08 | 3차      |
| 126      | 곳도 (꽃섬)           | - 곰솔군락 식생 우수 - 해식동, 시스택, 석영질암맥 등 발달 | 129,653  | 충남 태안군 소원면 파도리 산126, 1394                                | 충남      | '02.08.08 | 3차      |
| 127      | 묘도 (토끼섬)         | - 보호종인 고란초 서식 - 소나무군락 식생 양호 - 타포니, 해식동 발달 | 3,779    | 충남 태안군 안면읍 중장리 산37, 산38                                 | 충남      | '02.08.08 | 3차      |
| 128      | 솔섬                  | - 소나무 식생 양호 - 자연경관 수려 - 타포니, 파식대, 해식애 발달 | 10,810   | 충남 태안군 이원면 내리 산102                                        | 충남      | '02.08.08 | 3차      |
| 129      | 화도                  | - 지형·경관 우수 - 고란초, 왕자귀나무 등 멸종위기/보호종 자생 - 풍하혈, 타포니 등 발달 | 334      | 전남 신안군 팔금면 진고리 산15                                       | 전남      | '03.07.18 | 4차      |
| 130      | 족도                  | - 해식애, 타포니 등 지형·경관적 가치 우수 - 난온대상록활엽수림 발달 | 41,950   | 전남 신안군 장산면 마진도리 산75                                     | 전남      | '03.07.18 | 4차      |
| 131      | 개린도                | - 넓은 파식대 발달 - 바다제비 등 조류의 대량번식지 | 9,421    | 전남 신안군 흑산면 가거도리 산1                                      | 전남      | '03.07.18 | 4차      |
| 132      | 흑검도                | - 해송, 동백나무군락 등 다양한 식생 분포 - 멸종위기종인 매 서식 | 145,884  | 제주 제주시 추자면 대서리 산153-1                                    | 제주      | '03.07.18 | 4차      |
| 133      | 청도                  | - 역빈, 파식대, 노치, 해식동 발달로 지형·경관 우수 - 다양한 생물종 서식 | 167,603  | 제주 제주시 추자면 신양리 산150                                      | 제주      | '03.07.18 | 4차      |
| 134      | 상장도                | - 파식대, 파식구 등 지형·경관적 가치 우수 - 멸종위기생물 검은머리물떼새 서식 | 7,834    | 경남 남해군 설천면 문항리 산2, 산3                                   | 경남      | '03.07.18 | 4차      |
| 135      | 소목과도              | - 해식애, 해식동 등 지형·경관적 가치 우수 - 가침박달의 남한계 | 3,570    | 경남 남해군 미조면 미조리 산205                                      | 경남      | '03.07.18 | 4차      |
| 136      | 막도                  | - 주상절리, 수직형해식애, 타포니 등 발달로 지형·경관 우수 - 해안무척추동물상 풍부 - 해조류 식생 다양 | 8,727    | 경남 통영시 욕지면 노대리 산5                                        | 경남      | '03.07.18 | 4차      |
| 137      | 서만도                | - 노치, 해식동 등 특이지형 발달 - 멸종위기종 노랑부리백로 서식 | 91,835   | 인천 옹진군 북도면 장봉리 산268                                      | 인천      | '03.07.18 | 4차      |
| 138      | 남형제섬              | - 시스택, 해식애, 해식동 등 지형·경관 우수 | 10,382   | 부산 사하구 다대동 산149                                             | 부산      | '04.01.07 | 5차      |
| 139      | 북형제섬              | - 해식애, 해식동 및 시스택 등 지형·경관 우수 - 칼새 서식지 | 11,352   | 부산 사하구 다대동 산150                                             | 부산      | '04.01.07 | 5차      |
| 140      | 주전자섬 (생도)       | - 시스택 등 지형·경관 우수 - 식생 보존상태 양호 - 칼새 집단서식지 | 8,088    | 부산 영도구 동삼동 1116                                              | 부산      | '04.01.07 | 5차      |
| 141      | 골도                  | - 30년 내외 곰솔군락과 콩짜개 덩굴 발달 - 멸종위기생물 새호리기 서식 | 74,700   | 전남 진도군 진도읍 산월리 산149, 산150                               | 전남      | '04.01.07 | 5차      |
| 142      | 각흘도                | - 까마귀쪽나무 등 희귀식물 분포 - 50년 이상의 상록활엽수림, 곰솔, 굴참나무 및 소사나무 등 삼림 양호 | 48,893   | 전남 진도군 지산면 가학리 산168                                      | 전남      | '04.01.07 | 5차      |
| 143      | 대삼도                | - 보호종인 애기등, 자란 등 희귀식물 서식 - 한국특산식물 옥녀꽃대 서식 | 54,983   | 전남 진도군 의신면 초사리 산312, 산314, 산315, 산316                 | 전남      | '04.01.07 | 5차      |
| 144      | 부도                  | - 해식애, 타포니, 해식동 등 지형·경관 우수 - 해식동굴에 칼새 집단번식 - 다양한 상록활엽수림 분포 | 1,983    | 전남 여수시 화정면 하화리 산78                                       | 전남      | '04.01.07 | 5차      |
| 145      | 장구도                | - 세뿔석위, 바위손, 다정큼나무 등 군락지 분포 - 식생 및 자연성 우수 | 55,425   | 전남 여수시 화정면 하화리 산74, 산75, 산76, 산77                     | 전남      | 04.01.07  | 5차      |
| 146      | 고여                  | - 칼새 집단 번식지 | 3,175    | 전남 여수시 화정면 개도리 산764                                      | 전남      | '04.01.07 | 5차      |
| 147      | 죽도                  | - 백로류 집단번식지(둥지 1,000여 개) | 12,298   | 전남 여수시 화양면 용주리 산243                                      | 전남      | '04.01.07 | 5차      |
| 148      | 소송도                | - 왜가리 집단 번식지 (둥지 1,500여 개) | 9,917    | 전남 여수시 돌산읍 둔내리 산232                                      | 전남      | '04.01.07 | 5차      |
| 149      | 안목섬                | - 해식애, 해식동, 암설 등 지형·경관 우수 - 다양한 종류의 식물 자생 - 곰솔, 동백나무군락 등 발달 | 129,832  | 전남 여수시 삼산면 초도리 산2095, 산2096, 산2097-1, 산2097-2, 산2098 | 전남      | '04.01.07 | 5차      |
| 150      | 밖목섬                | - 노치, 타포니 등 지형·경관 우수 - 다양한 식물상 - 동백나무, 곰솔, 후박나무, 까마귀쪽나무등 혼효군락 분포 | 59,207   | 전남 여수시 삼산면 초도리 산2004                                     | 전남      | '04.01.07 | 5차      |
| 151      | 상비사도              | - 해식애, 파식대 등 지형·경관 우수 - 공룡발자국 화석지형 분포 - 일엽초군락 발달 | 6,645    | 경남 고성군 삼산면 두포리 산31-2                                     | 경남      | 04.01.07  | 5차      |
| 152      | 하비사도              | - 지형·경관 우수 - 공룡발자국 화석지형 분포 | 30,446   | 경남 고성군 삼산면 두포리 산31-3                                     | 경남      | '04.01.07 | 5차      |
| 153      | 윗대호섬              | - 해식애, 풍화혈 등 지형·경관 우수 - 털머위, 돈나무, 해국 등 희귀식물 분포 | 44,331   | 경남 고성군 삼산면 두포리 산353                                      | 경남      | '04.01.07 | 5차      |
| 154      | 문래섬                | - 해안사구 발달 - 해안무척추동물상 풍부 | 5,058    | 경남 고성군 삼산면 두포리 산343                                      | 경남      | '04.01.07 | 5차      |
| 155      | 곰섬 (웅도)           | - 해식애, 해식동 등 지형·경관 우수 - 곰솔군락 발달 | 27,489   | 경남 마산시 구산면 구복리 산193, 산193-1                             | 경남      | '04.01.07 | 5차      |
| 156      | 잠도                  | - 식생이 우수하여 생태적, 학문적 보전가치 - 멸종위기야생동물 Ⅰ급인 매와 칼새 번식지 | 76,562   | 전남 오나도군 노화읍 방서리 산151                                    | 전남      | '07.11.21 | 6차      |
| 157      | 장구섬                | - 다양한 지질구조와 지형·경관 우수 - 상록활엽수림의 생태적, 학문적 보전가치 - 해조류 및 해안저서무척추동물 종 다양성 풍부 | 21,322   | 전남 완도군 노화읍 동천리 산1, 산1-1, 산2, 산3, 산3-1~2              | 전남      | '07.11.21 | 6차      |
| 158      | 문어북도              | - 지형·경관이 우수 - 식생이 우수하고, 상록활엽수림의 생태적, 학문적 보전가치 | 12,496   | 전남 완도군 노화읍 방서리 산153                                      | 전남      | '07.11.21 | 6차      |
| 159      | 문어남도              | - 지형·경관이 우수 - 해안초지식생 발달, 해조류우수, 해안무척추동물 다양 | 7,835    | 전남 완도군 노화읍 방서리 산154                                      | 전남      | '07.11.21 | 6차      |
| 160      | 가덕도                | - 해안초지식생의 발달, 생태 및 학문적 보전가치 - 해조류 및 해안무척추동물 다양성 풍부 | 22,017   | 전남 완도군 노화읍 방서리 산155                                      | 전남      | '07.11.21 | 6차      |
| 161      | 십이동파도1           | - 육상곤충류 높은 군집밀도 및 다양한 해조류 서식 - 해안무척추동물 종 다양성 풍부 | 85,260   | 전북 군산시 옥도면 연도리 165, 165-1                                 | 전북      | '08.10.21 | 7차      |
| 162      | 십이동파도2           | - 조망점 등 지형·경관 우수 - 후박나무, 동백나무 등 상록활엽수 분포 | 12,377   | 전북 군산시 옥도면 연도리 166                                        | 전북      | '08.10.21 | 7차      |
| 163      | 십이동파도4           | - 팽나무군락 분포 및 다양한 해조류 생육지 - 멸종위기야생동물 1급인 매와 칼새 등 조류의 번식지 | 182,489  | 전북 군산시 옥도면 연도리 168                                        | 전북      | '08.10.21 | 7차      |
| 164      | 십이동파도9           | - 후박나무, 사철나무 등 상록활엽수 분포 - 가마우지 등 조류의 서식지 - 다양한 해조류 생육지 | 17,673   | 전북 군산시 옥도면 연도리 173                                        | 전북      | '08.10.21 | 7차      |
| 165      | 외횡견도              | - 해식애 등 독특하고 수려한 경관 - 다양한 식물종과 동백나무, 참식나무군락 등 상록수림 분포 | 22,307   | 충남 보령시 오천면 외연도리 산542                                    | 충남      | '09.06.11 | 8차      |
| 166      | 무명도 (불안도)       | - 주상절리, 해식애 등 독특한 해양 경관 - 멸종위기생물 매 서식 - 다양한 해안무척추동물의 서식환경 제공 | 16,944   | 충남 보령시 오천면 외연도리 474                                      | 충남      | '09.06.11 | 8차      |
| 167      | 변도                  | - 해식애, 해식동 등 수려한 경관 - 후박나무, 동백나무군락 분포 - 멸종위기생물 매 서식 | 24,366   | 충남 보령시 오천면 외연도리 산541                                    | 충남      | '09.06.11 | 8차      |
| 168      | 오도 (조도)           | - 팽나무군락 등 식생이 안정적으로 발달 - 전형적인 해안도서 식생의 층상구조 - 멸종위기생물 검은머리물떼새 등 다양한 조류 번식 | 13,575   | 충남 보령시 오천면 삽시도리 산116                                    | 충남      | '09.06.11 | 8차      |
| 169      | 석도                  | - 보전상태가 양호한 동백나무군락 분포 - 희귀조류인 뜸부기 서식 | 6,685    | 충남 보령시 오천면 외연도리 산543                                    | 충남      | '09.06.11 | 8차      |
| 170      | 아랫돈배섬            | - 타포니, 자갈해안, 단구면 발달 - 멸종위기생물 2급 삵 서식 - 해안무척추동물 다양성 풍부 | 5,841    | 전남 고흥군 과역면 백일리 산1034                                     | 전남      | '10.03.17 | 9차      |
| 171      | 내매물도              | - 거대 타포니군 밀집, 3단 단구면, 나마, 포트홀 등 해안미지형 발달 - 해조류 및 해안무척추동물 생물 다양성 풍부 - 희귀해조류인 국수나물 서식. 뜸부기 서식. | 1,958    | 전남 고흥군 영남면 우천리 산351                                      | 전남      | '10.03.17 | 9차      |
| 172      | 진지외도              | - 해식애, 해식동, 타포니, 단구면, 파식대 형성 등 수려한 경관 - 해안무척추동물의 종 다양성 풍부 - 곰솔, 소사나무군락 분포 | 7,102    | 전남 고흥군 과역면 일리 산1031                                       | 전남      | '10.03.17 | 9차      |
| 173      | 지마도                | - 해식애, 토르, 암맥 등 해안지형·경관 발달 - 다양한 상록활엽수 분포 - 특정식물Ⅴ등급종 자리공, Ⅳ등급종 섬딸기, Ⅲ등급종 멀꿀 등 분포 - 한국특산식물 맥도딸기 분포, 천연기념물 흑비둘기 서식 | 37,686   | 전남 여수시 삼산면 손죽리 산1760                                     | 전남      | '11.07.13 | 10차     |
| 174      | 토도 (증도)           | - 파식대, 해식애, 해식노치 육계사주 등 우수한 지형·경관 - 모밀잣밤나무군락 등 상록활엽수림 분포 - 특정식물V등급종 고란초, Ⅲ등급종 상동나무, 다정큼나무, 홍도원추리, 멀꿀, 털머위 분포 | 7,239    | 전남 여수시 화정면 낭도리 산344                                      | 전남      | '11.07.13 | 10차     |
| 175      | 보든아기섬            | - 섬 전체에 타포니 발달 - 후박나무군락, 후박나무-까마귀쪽나무군락 등 다양한 상록활엽수 분포 - 특정식물Ⅳ등급종 섬딸기, Ⅲ등급종 상동나무, 다정큼나무, 까마귀쪽나무, 우묵사스레피, 한국특산식물 맥도딸기 분포 | 38,795   | 전남 여수시 삼산면 초도리 산2934                                     | 전남      | '11.07.13 | 10차     |
| 176      | 소평여도              | - 대규모 해식애, 해식동, 토르 등 해안 경관 우수 - 멸종위기종 Ⅰ급종 매 번식지 - 특정식물Ⅲ등급종 낚시돌풀, 까마귀쪽나무 등 6종 분포. - 남서해안의 전형적인 해조식생군락 유지 | 26,505   | 전남 여수시 삼산면 손죽리 산1768                                     | 전남      | '11.07.13 | 10차     |
| 177      | 가덕도                | - 특정식물Ⅲ등급종인 애기참반디 등 서어나무, 나도밤나무, 정금나무, 말채나무, 다릅나무 등 식물종다양성 풍부 - IUCNRedList취약종(VU)인 섬개개비 등 다양한 조류 서식 | 23,901   | 전남 여수시 소호동 산161                                             | 전남      | '11.07.13 | 10차     |
| 178      | 해1도                 | - 포트홀, 노치, 타포니 등 해안지형·경관 발달 - 멸종위기생물 검은머리물떼새 번식지 - IUCNRedlist 취약종(VU)인 섬개개비 번식 가능성 높음 | 1,450    | 전남 보성군 벌교읍 장도리 산236                                      | 전남      | '11.07.13 | 10차     |
| 179      | 해2도                 | - 멸종위기생물 검은머리물떼새 서식 - IUCNRedlist 취약종(VU)인 섬개개비 번식 가능성 높음 | 1,738    | 전남 보성군 벌교읍 장도리 산231                                      | 전남      | '11.07.13 | 10차     |
| 180      | 구도                  | - 파식대, 해식와, 대규모 타포니와 파식대에 형성된 다양한 형태의 미지형이 이루는 경관이 수려 - 멸종위기야생동물 수달, 구렁이 서식 - 난대성 상록활엽수림인 모밀잣밤나무군락과 돈나무, 후박나무 등 난대성 식물을 비롯한 식물 종 다양성 풍부 | 19,342   | 전남 신안군 장산면 마진도리 산91-1~2                                 | 전남      | '12.10.30 | 11차     |
| 181      | 저도                  | - 전형적인 파식대 및 해식애, 자갈 해안 등 지형경관 발달 - 멸종위기야생동물 구렁이, 검은머리물떼새 서식 - 음나무, 졸참나무, 소사나무 등이 곰솔과 혼효림을 이루고 관속식물의 다양성이 높음 | 39,067   | 전남 신안군 하의면 후광리 산105                                      | 전남      | '12.10.30 | 11차     |
| 182      | 다라도                | - 대규모 해식애, 풍화에 의해 형성된 것으로 추정되는 소규모 동굴(풍화동) 등 경관 수려 - 해양성 조류인 가마우지 집단 번식, 바다제비 서식 - 해양생물 서식에 양호한 환경으로 자연성이 높음 | 10,589   | 전남 신안군 흑산면 태도리 산406                                      | 전남      | '12.10.30 | 11차     |
| 183      | 대술개도 (대성개도)   | - 해식애의 규모와 전형성이 뛰어나며, 토르와 소규모 암괴원, 섬에서 주변 해역과 도서를 조망하는 경관 우수 - 멸종위기야생동물인 매와 해양성 조류 칼새 서식 - 해양무척추동물 종 다양성이 높으며 격판담치, 거북손, 검은큰따개비 서식대가 발달하는 등 생물분포대 뚜렷 | 3,868    | 전남 신안군 흑산면 태도리 산3                                        | 전남      | '12.10.30 | 11차     |
| 184      | 외엽산도 (무명도)     | - 시스택, 해식애, 토르 등 특이지형 분포 - 멸종위기야생동물인 매가 서식하며 번식 가능성이 큼 - 암반이 발달하는 등 다양한 해양생물 서식에 적합한 환경 | 7,485    | 전남 신안군 흑산면 태도리 산404                                      | 전남      | '12.10.30 | 11차     |
| 185      | 국흘섬 (국혈도)       | - 대규모 해식애, 토르, 시아치 등 경관 수려 - 칼새를 비롯한 해양성 조류가 서식하며 번식 가능성 있음 - 해양무척추동물 종 다양성이 높으며 격판담치, 거북손, 검은큰따개비 서식대가 발달하는 등 생물분포대 뚜렷 | 4,661    | 전남 신안군 흑산면 태도리 산1                                        | 전남      | '12.10.30 | 11차     |
| 186      | 육각도                | - 멸종위기생물 수달 배설물과 서식굴 확인된 서식처 | 2,010    | 전남 신안군 임자면 광산리 산222                                      | 전남      | '14.01.06 | 12차     |
| 187      | 바람막이도            | - 다양한 형태의 타포니, 차별풍화에 의한 기암 등 풍화지형·경관 우수 - 멸종위기동물 수달 서식, 섬개개비와 검은머리물떼새 번식 | 11,906   | 전남 신안군 임자면 도찬리 산109                                      | 전남      | '14.01.06 | 12차     |
| 188      | 둔북섬                | - 큰 규모의 해식애가 발달하고 파식대, 염풍화혈, 마린포트홀, 노치, 판상절리, 응회암층리 등 이모식적으로 발달 - 멸종위기생물 검은머리물떼새 서식 | 44,953   | 전남 신안군 자은면 고장리 산264                                      | 전남      | '14.01.06 | 12차     |
| 189      | 불무기도              | - 멸종위기생물 검은머리물떼새 번식 | 32,590   | 전남 신안군 팔금면 진고리 산104                                      | 전남      | '14.01.06 | 12차     |
| 190      | 안매도                | - 타포니, 노치, 해식애,암석단구 해식곡으로 이루어진 전형적 암석해안 경관 수려 - 구실잣밤나무-동백나무군락, 후박나무-참식나무군락, 동백나무-까마귀쪽나무군락 등 상록활엽수림의 군락계층구조가 안정적이고 보전상태 양호 - 멸종위기생물 수달, 매, 흑비둘기, 섬개개비 서식 | 60,348   | 전남 완도군 금일읍 동백리 산262                                      | 전남      | '14.01.06 | 12차     |
| 191      | 대마도                | - 타포니, 노치, 해식애, 암석단구 해식구조곡으로 이루어진 전형적 암석해안 경관수려 - 곰솔-까마귀쪽나무군락, 까마귀쪽나무군락, 밀사초군락 등 식생 우수 - 멸종위기생물 수달 서식 | 86,689   | 전남 완도군 금일읍 장원리 산94                                       | 전남      | '14.01.06 | 12차     |
| 192      | 형제도                | - 화산쇄설물로 이루어진 퇴적층리, 해식애로 이루어진 경관 수려 - 멸종위기생물 수달 서식 | 39,372   | 전남 완도군 생일면 봉선리 산297                                      | 전남      | '14.01.06 | 12차     |
| 193      | 형제도1               | - 화산쇄설물로 이루어진 퇴적층리, 타포니, 해식애로 이루어진 경관 수려 - 멸종위기생물 수달 서식 | 29,554   | 전남 완도군 생일면 봉선리 산298                                      | 전남      | '14.01.06 | 12차     |
| 194      | 송도                  | - 침식곡의 해식애, 다양한 규모의 타포니 등 경관이 수려 - 까마귀쪽나무군락, 우묵사스레피군락 등 상록활엽수림 발달 - 멸종위기생물 수달 및 섬개개비 서식 | 47,452   | 전남 완도군 생일면 봉선리 산306                                      | 전남      | '14.01.06 | 12차     |
| 195      | 매물도                | - 다양한 형태의 주상절리 경관 수려 - 육박나무, 까마귀쪽나무, 황칠나무 등 식물 종 다양성이 높고 육박나무군락, 구실잣밤나무군락, 까마귀쪽나무-동백나무군락 등 상록활엽수림의 식생구조가 안정적이고 보전상태 양호 - 멸종위기생물 수달, 흑비둘기 서식 - 해조류 생육에 양호한 환경 | 48,397   | 전남 완도군 생일면 봉선리 산300                                      | 전남      | '14.01.06 | 12차     |
| 196      | 소덕우도              | - 구름다리형태노치, 몽돌해안, 파식대, 해식애, 타포니 등 경관 수려 - 동백나무군락, 까마귀쪽나무-우묵사스레피군락, 후박나무군락 등 보전상태가 양호하고 식생구조가 안정되어 보전가치가 높은상록활엽수림 발달 - 멸종위기생물 수달, 매, 흑비둘기, 섬개개비 서식 | 63,417   | 전남 완도군 생일면 봉선리 산305                                      | 전남      | '14.01.06 | 12차     |
| 197      | 구도                  | - 해식애, 해식동, 타포니, 거력해안, 자갈해안 등 경관수려 - 나도은조롱, 영주치자, 육박나무, 황칠나무, 후박나무, 생달나무 등으로 이루어진 생달나무군락, 구실잣밤나무군락, 까마귀쪽나무군락 등 상록활엽수림의 식생구조가 안정적이고 보전 상태양호 - 멸종위기생물 수달, 매, 흑비둘기서식 | 176,430  | 전남 완도군 생일면 봉선리 산299                                      | 전남      | '14.01.06 | 12차     |
| 198      | 중갈매기섬            | - 해식애의 규모가 크고 전형성이 높음 - 멸종위기생물 수달 서식 - 해안무척추동물 종 다양성 풍부 | 30,878   | 전남 진도군 의신면 구자도리 산91                                     | 전남      | '14.01.06 | 12차     |
| 199      | 밀매도                | - 규모가 큰 해식애가 발달하여 경관 수려 - 다양한 상록활엽수와 원추리 군락 분포 - 칼새 등 조류 생물다양성이 높으며 맹금류 서식 - 해조류 식생이 발달하였으며 보존상태 양호 | 37,588   | 전남 진도면 의신면 구자도리 산92                                     | 전남      | '14.01.06 | 12차     |
| 200      | 갈매기섬 (서갈매기섬) | - 해식애의 규모와 전형성이 뛰어나며 경관 수려 - 구실잣밤나무군락, 후박나무군락, 다정큼나무군락 등 상록활엽수림 발달 - 까마귀쪽나무, 후박나무 등 다양한 상록활엽수와 섬향나무, 세뿔석위 등 희귀식물생육 - 동박새, 휘파람새, 칼새 등 조류 종다양성이 높으며 이동성 조류의 기착지 - 해안 무척추동물종 다양성이 높음 - 희귀종인 각시깃꼴풀, 세가와오디풀 등 다양한 홍조류가 분포하고 해조류 자연식생 보전상태 양호 | 37,218   | 전남 진도군 의신면 구자도리 산94                                     | 전남      | '14.01.06 | 12차     |